# 環境未来探検隊
環境未来探検隊とは、名古屋市教育委員会が主催する「エコ・フレンドシップ」の事業の一環として結成されている小中学生の団体のことである。

## 概要

### 趣旨
「子どもたちの環境に対する理解を深め、環境問題について考え、未来に向けての人材育成を行う。」という目的で名古屋市教育委員会が毎年企画、運営している団体である。現在は第7期生まで輩出している。

### 参加方法
第5期生までは、一般応募は無く、毎年春頃に、名古屋市各区の小中学校一校から1人ずつ（中川区と緑区は2人ずつ）、計36人（つまり、名古屋市16区×その年に選ばれた各区の小中学校から小学生1人、中学生1人（中川区と緑区は2人ずつ）＝36人）で構成される。また第6期生からは、名古屋市の小中学生全員を対象に募集を行う。また、今年度の名古屋市在住の小中学生で、過去に環境未来探検隊に参加したOB、OGも応募することが出来る（第5期生までは出来なかった）。定員は150名程度を予定している。

### 活動
環境未来探検隊の参加者（＝隊員。以降は隊員で統一する。） がさまざまな場所に研修旅行に赴き、その地域についての自然環境等を学び、例年12月ごろ (第3、第4回目は例外で10月) 開催される『なごや子ども環境会議』（下記参照）において、その研修旅行で学んだことなどを発表する。2011年度の第6期生は、里山、森、海・水辺、人・企業、生き物、エネルギーの6つのコースからひとつ選んで参加し、学んだこと、取り組み等を『なごや子ども環境会議』にて発表するという形を予定している。

### 事前学習会
学習会の回数はその年の環境未来探検隊によってまちまちである。また、2010年の第5期生まで、下記の2つは必ず実施された。

#### 藤前干潟
名古屋市のゴミ収集制度見直しの論争の的となった藤前干潟で、『藤前干潟を守る会』の方から干潟について説明を受けた後、実際に干潟に入り、そこに生息している生物を観察する。例年7月中旬に行われる。

#### 研修旅行
第5期生まで、研修旅行は毎年旅行先（例：北海道、新潟等）が異なり、基本は3泊4日で、例年8月上旬から中旬に行われていた。
特徴として、
- 個人では見学することのできない施設等を見学することができる。
- 旅行先の小中学校の子と交流をする機会がある。
- 宿泊先でも勉強会がある。（第5期生は加えて会議を行った。）

などが挙げられる。
第6期生以降は研修旅行ではなく、愛知県はじめ東海地方へのフィールドワークが主体となっている。

### なごや子ども環境会議
なごや子ども環境会議では、今までの活動の集大成として行われる会議（実質は一般のこどもとの意見会形式）で、例年12月(第4回、第5回は10月)に開かれる。
この会議は、あらかじめ事前応募制で参加者を募集するという仕組みをとっており、参加者は、提案される提言について意見を発表できる。その意見が妥当と認められた場合には、意見が提言に反映される場合がある。会議には隊員と一般の参加者だけでなく、愛知県、他都道府県の子供たちも（一般側ではなく、隊員たちと同等の扱いで）参加する。コンセプトは「子どもが主体の会議」である。

## 子どもCOP10との関係
2010年の第5期生は、環境未来探検隊としての行動に加えて、『子どもCOP10』を構成する一員として、UNEPやイオンチアーズクラブの子ども達とともに活動を行ってきた。人数も大幅に増え、今までの36人に加えて、愛知県30人、その他5人の計71人となった。また、事前学習は藤前干潟と、愛知県瀬戸市の海上の森で行われた。

### 研修旅行
8月の研修旅行では、イオンチアーズクラブの子供たちと、秋田県の田沢湖や白神山地では、COP10のテーマである生物多様性について学び、宿泊先である「温泉ゆぽぽ」では、「劇団わらび座」によるミュージカルを観賞した。青森県の西目屋小学校では、地元の小中学生とも触れ合い、津軽ダムによって小学校がダムの底に沈む、といった話を聞いた後、体験交流学習として、丸太切りなどを行った。また、2日目と3日目の宿泊先では、10月の会議前日の分科会がどういった形で行われるか体験してもらおうと、スタッフ（事前に選抜された環境未来探検隊OB、OGの高校生）10名が司会となり、プレ分科会を行った。

### 国際子ども環境会議
10月の『国際子ども環境会議』では、本番前日から、愛知県の美浜少年自然の家で提案事項について分科会を行った。この分科会は、総合司会にOB、OG隊員1人と、生物多様性アジアユース会議参加者1人（計2人）の下で、グループを10に分けて、1グループにつき隊員6~7人、県外参加者7~8人、UNEP8~9人、環境未来探検隊OB、OG若しくは生物多様性アジアユース会議参加者による司会2~3人（他に語学スタッフとして、名古屋市立名東高等学校ボランティアが1~2人、一般ボランティア1~4人、通訳が1人）によって行われ、奇数班は「生物が生息している場所をよりよくするには」について、偶数班は「生物資源の持続可能な利用を進めていくには」について約2時間半に亘り話し合い、各班の意見を発表した。その後、各班の意見を参考に「子どもCOP10あいち・なごや提言」を製作し、採択した。
10月24日本番では、アドバイザーに、生物多様性条約COP10支援実行委員会アドバイザー・国際連合大学高等研究所客員研究員の香坂玲とタレントの林マヤを迎え、一般参加の子ども達350人を加えて、前日話し合った「子どもCOP10あいち・なごや提言」について意見を出し合い、「子どもCOP10あいち・なごや提言」を採択して閉幕した。

## スタッフとして
自分が参加した年の「環境未来探検隊」が終了した翌年から、隊員はOB、OG隊員となり、来年以降の「環境未来探検隊」のスタッフとして参加することができる。参加、不参加は自由。参加すると、環境未来探検隊結団後に毎月一回程度（多いときは毎週）開かれるOB、OGの会議に出席することができる。6期目以降の年は学習テーマ別に5つほどに分かれた各チームに配属され、隊員の学習活動を教諭とともに補佐する。補佐内容は、隊員20名ほどを教育委員会の教諭とスタッフで統率し、フィールドワークの引率や座学でのファシリテーション、なごや子ども環境会議に向けたチーム発表の補助、なごや子ども環境会議の全体運営を行う。また、高校生以上のOB、OGは、なごや子ども環境会議の司会に選ばれる可能性がある。

## リンク
- エコ・フレンドシップ事業について(名古屋市ホームページ内)
- アジアユース会議
- 子どもCOP10あいち・なごやの概要（PDF）
- UNEP(英語)